# Bolesław Malmurowicz
Bolesław Malmurowicz (ur. 4 sierpnia 1921 w Odolanowie, zm. 4 grudnia 2014) – polski artysta fotograf, fotoreporter. Członek Związku Polskich Artystów Fotografików. Żołnierz 27 Wołyńskiej Dywizji Piechoty Armii Krajowej.

## Życiorys
Bolesław Malmurowicz w 1943 roku ukończył Gimnazjum Ogólnokształcące w Kowlu (tajne komplety w klasie o profilu humanistycznym) oraz uczęszczał do średniej szkoły muzycznej i Wyższego Konserwatorium Muzycznego (klasa skrzypiec). Związany z warszawskim środowiskiem fotograficznym - mieszkał w Mniszewie. Po zakończeniu II wojny światowej - od 1945 roku był fotoreporterem Polskiej Agencji Prasowej w Łodzi, w 1946 roku podjął pracę fotoreportera PAP w Warszawie. Od 1947 roku do 1948 był fotoreporterem w warszawskiej firmie CIF. 
Bolesław Malmurowicz jest autorem i współautorem wielu wystaw fotograficznych; indywidualnych i zbiorowych - między innymi aktywnie uczestniczył w Ogólnopolskich Wystawach Fotografiki, organizowanych pod egidą Polskiego Związku Fotografików, późniejszego (od 1952 roku) Związku Polskich Artystów Fotografików. Jego fotografie były prezentowane na wielu wystawach pokonkursowych, na których otrzymywały wiele akceptacji, nagród, wyróżnień, dyplomów i listów gratulacyjnych. Szczególne miejsce w jego twórczości zajmowała fotografia użytkowa, fotografia reklamowa oraz fotografia plakatowa - wielokrotnie honorowana w latach 70. XX wieku. W 1951 roku został przyjęty w poczet członków rzeczywistych Okręgu Warszawskiego Związku Polskich Artystów Fotografików (legitymacja nr 132). Fotografie Bolesława Malmurowicza znajdują się (m.in.) w zbiorach Muzeum Historii Fotografii im. Walerego Rzewuskiego w Krakowie. 
Bolesław Malmurowicz zmarł 4 grudnia 2014 roku, pochowany 6 grudnia  na Cmentarzu Parafialnym w Mniszewie.